# Dichostatoides obliquelineatus
Dichostatoides obliquelineatus là một loài bọ cánh cứng trong họ Cerambycidae.